# Vermicino
Vermicino is een plaats (frazione) in de Italiaanse gemeente Frascati.